# Newry City Football Club
El Newry City Football Club fue un club de fútbol de Irlanda del Norte, con sede en Newry, Condado de Down.

## Historia
Fue fundado en el año 1923 en la ciudad de Newry, en County Down con el nombre Newry Town hasta el año 2004, cuando el Reino Unido le concedió el estatus de ciudad.
Su época más gloriosa fue a finales de los años 1990s, en donde fueron campeones de la Primera División en la temporada 1997/98, terminaron 4º en la IFA Premiership en la temporada siguiente, con lo que clasificaron para la Copa Intertoto, su primera aparición en una competición de la UEFA, donde se enfrentaron al NK Hrvatski dragovoljac, al que vencieron de una forma histórica con un marcador de 2-1, remontando la desventaja de 0-1 en el juego de ida, pero fueron eliminados por el MSV Duisburg de Alemania por un decoroso marcador global de 1-2, tomando en cuenta que el equipo alemán es profesional y al que derrotaron de locales 1-0.
Desde la temporada 1999/2000 comenzó la debacle, apareció el entrenador más exitoso de Irlanda Roy Coyle, pero los malos resultados hicieron que despidieran a Coyle, quien fue reemplazado por Gary Flynn en el año 2007, donde en septiembre del 2009 renunció luego de la victoria 2-1 ante el Coleraine.
En la temporada 2009/10 el equipo lo tuvo John McDonnell, quien renunció el 10 de marzo tras un periodo donde no hizo nada destacado, retornando Gary Flynn al puesto. El 26 de abril del 2011 perdieron ante el Glenavon y descendieron de la IFA Premiership, por lo que Flynn fue despedido y reemplazado por el excapitán Robbie Casey.
Llegó Pat McGibbon a tomar el puesto, donde en su primera temporada en la IFA Championship los llevó a jugar el play-off por el ascenso tras haber quedado segundo en la temporada, solamente detrás del Ballinamallard United. Predieron el play-off por un marcador global de 2-3 ante el Lisburn Distillery. Alcanzó las semifinales de la Copa de Irlanda en la temporada 2011/12, siendo eliminados por quien sería el campeón de la edición el Linfield F.C. por un marcador global de 0-7. En julio del 2012, Pat McGibbon renuncia al cargo de entrenador por motivos personales.

### Desaparición
A inicios del 2012, Gary Flynn emprendió acciones legales contra el equipo por despido injusto y ruptura de contrato de año 2011, la corte declaró en favor de Flynn y ordenó pagarle la suma de £25,050 por daños y perjuicios. El 10 de agosto del 2012 el Newry City FC Ltd fue liquidado a petición de Flynn después de que no realizaran el pago de la deuda. Como resultado, la IFA pospuso la apertura del campeonato 2012/13, pero a petición de la Corte, el 21 de septiembre la IFA le quitó la membresía al equipo, previniendo a cualquier equipo afiliado jugar ante ellos cualquier partido. Los otros equipos miembros de la Asociación terminaron la temporada y todos los resultados fueron oficiales luego de que el Newry City FC decidiera no apelar, haciendo efectiva la desaparición del equipo. 

### Sucesión
Un nuevo equipo, con el nombre Newry City AFC fue fundado en marzo del 2013 y militará en la Mid-Ulster Football League para la temporada 2013/14.

## Palmarés

### Torneos nacionales
- Segunda División (1): 1997-98
- Tercera División (2): 1959-60, 1980-81

### Torneos regionales
- County Antrim Shield (1): 1987-88
- Mid-Ulster Cup (14): 1936-37, 1956-57, 1963-64, 1966-67, 1968-69, 1974-75, 1977-78, 1978-79, 1984-85, 1986-87, 1989-90, 1999-00, 2006-07, 2011-12